# Cixidia septentrionalis
Cixidia septentrionalis är en insektsart som först beskrevs av Léon Abel Provancher 1889.  Cixidia septentrionalis ingår i släktet Cixidia och familjen vedstritar. Inga underarter finns listade i Catalogue of Life.